# Staphylinochrous longipennis
Staphylinochrous longipennis is een vlinder uit de familie Himantopteridae. De wetenschappelijke naam van deze soort is voor het eerst geldig gepubliceerd in 1937 door Erich Martin Hering.
De soort komt voor in het Afrotropisch gebied.

## Type
De syntypes worden door De Prins & De Prins vermeld als ♂, ♀, ZMHB